# 荒川河口橋

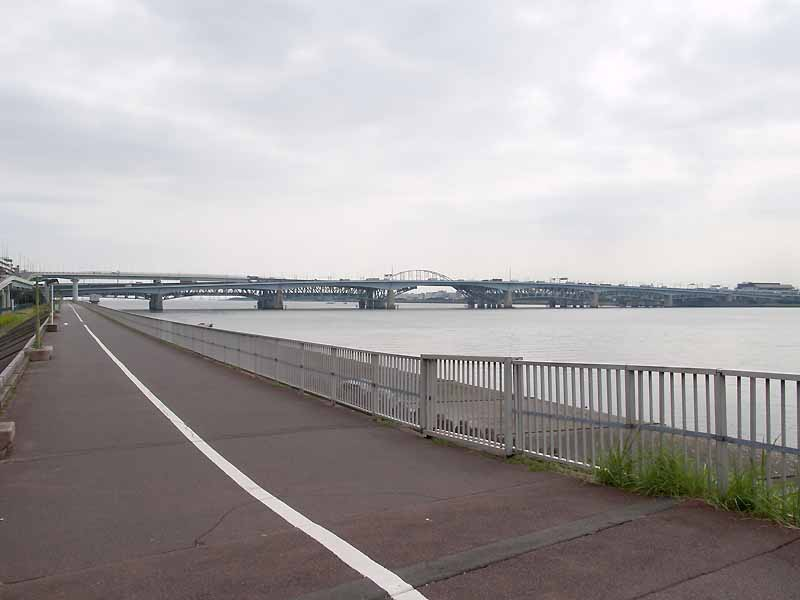
荒川河口橋（東京都江戸川区清新町付近）

荒川河口橋（あらかわかこうきょう）は、東京都江東区新木場と江戸川区臨海町の間の荒川（荒川放水路）および中川に架かる国道357号（東京湾岸道路）の2本の橋。首都高速湾岸線の荒川湾岸橋を挟み、上流側に下り線（東行き）、下流側に上り線（西行き）専用の橋が架設されている。
この橋の下流で荒川および中川は東京湾に注ぐ。

## 概要
荒川の河口から約マイナス1.5キロメートルの地点に位置する上り線の橋は道路橋としては荒川の最下流に架かる橋で、右岸は江東区新木場四丁目、左岸は東京都江戸川区臨海町六丁目となっている。水面からの桁下高さは、24.9メートルある。
歩道は上流側と下流側に併設されている（建設以来、下流側の歩道は地上と繋がっていなかったが、2025年3月に歩道橋が完成し、2025年3月27日午後0時をもって開通した）。右岸（江東区側）は車道部と同様の勾配だが、レインボーブリッジのような通行制限はなく（詳細はレインボープロムナードを参照）、自由に軽車両の通行ができる橋である。左岸（江戸川区側）の陸上部分は途中から車道と分離して螺旋形状になっている。
橋の管理者は関東地方整備局 東京国道工事事務所で、災害時に防災拠点等に緊急輸送を行なうための、東京都の特定緊急輸送道路に指定されている。

### 諸元
- 設計 - 東京国道工事事務所
- 橋長 - 840.0メートル[3][7][8]
- 幅員 - 車道11.5メートル×2、歩道4.0メートル（陸側）+2.5メートル（海側）[3]
- 構造 - 7径間連続鋼床版箱桁橋（主径間3径間、側径間2径間×2）[7]
- 竣工 - 1994年（平成6年）[9]
- 開通 - 1996年（平成8年）7月4日[10]

## 橋の建設
橋は1988年10月設計に着手し、1989年11月28日11時半より橋の起工式が橋建設予定地の左岸側（江戸川区側）にて挙行された。
当橋は下流側にJR京葉線荒川橋梁が平行し、首都高速湾岸線荒川湾岸橋を上り線、下り線の間に挟みこむ形になっている。これらの橋が既に完成していた後に架橋されたため、非常に狭いスペースしか利用できず、また他の橋に影響を与えないようにする必要があったため、コンピュータ管理による大ブロック一括架橋が行われた。また、左岸側の1径間は首都高の葛西ジャンクションのランプ橋が支障したため一括架橋が行えず、河道内に仮設支保工（ベント構台）で支持して送り出し工法を併用しながら施工を行った。
橋は1996年7月4日開通し、開通式が中尾栄一建設大臣や地元関係者ら400人が出席する中挙行された。橋の総工費は370億円であった。
開通3ヶ月後の1日あたりの交通量は39,000台で、1年後の1日あたりの交通量は46,000台であった。この橋の開通により隣接する荒川湾岸橋を初め、荒川に架かる周辺の橋の混雑緩和に寄与した特に葛西橋の交通量は16.5パーセント減少した。

## 周辺
橋の周辺は水域沿いに都市公園やスポーツ施設が数多くある。
- 夢の島公園
- 葛西臨海公園
- 新左近川親水公園（新左近川）
- 臨海町緑地
- 木材・合板博物館
- 葛西臨海公園駅
- 新木場駅
- 新木場車両基地
- 江戸川区立臨海小学校
- 東京都立紅葉川高等学校
- 東京都下水道局葛西水再生センター
- 新江東清掃センター

## 隣の橋
- 荒川・中川

（上流） - 荒川中川橋梁 - 清砂大橋 - 荒川河口橋 - 荒川湾岸橋 - 荒川河口橋 - 荒川橋梁（京葉線） - （下流）